# Lucas do Vale
Lucas Martins Do Vale (Rio Verde, 18 de março de 1989) é um empresário e político brasileiro, filiado ao Movimento Democrático Brasileiro. Em 2022, foi eleito deputado estadual em Goiás com 55.731 votos (0,60% dos votos válidos).